# Fußball-Europameisterschaft 2024/Gruppe B
| Pl. | Land     | Sp. | S | U | N | Tore    | Diff. | Punkte |
| --- | -------- | --- | - | - | - | ------- | ----- | ------ |
| 1.  | Spanien  | 3   | 3 | 0 | 0 | 005:000 | +5    | 09     |
| 2.  | Italien  | 3   | 1 | 1 | 1 | 003:300 | ±0    | 04     |
| 3.  | Kroatien | 3   | 0 | 2 | 1 | 003:600 | −3    | 02     |
| 4.  | Albanien | 3   | 0 | 1 | 2 | 003:500 | −2    | 01     |

Gruppe B der Fußball-Europameisterschaft 2024:

## Spanien – Kroatien 3:0 (3:0)
| Spanien                                                      | Spanien | Kroatien | Kroatien | Aufstellung                        |
| ------------------------------------------------------------ | --- | --- | -------- | ---------------------------------- |
| Spanien                                                      | \| 1. Spieltag \| \| 15. Juni 2024 um 18:00 Uhr (MESZ) in Berlin (Olympiastadion) \| \| Zuschauer: 68.844 \| \| Schiedsrichter: Michael Oliver ( England) 1 \| \| Spielbericht \|                                                                                          | \| 1. Spieltag \| \| 15. Juni 2024 um 18:00 Uhr (MESZ) in Berlin (Olympiastadion) \| \| Zuschauer: 68.844 \| \| Schiedsrichter: Michael Oliver ( England) 1 \| \| Spielbericht \| | Kroatien | Aufstellung Spanien gegen Kroatien |
| Spanien                                                      | Unai Simón – Dani Carvajal, Robin Le Normand, Nacho, Marc Cucurella – Pedri (60. Dani Olmo), Rodri (86. Martín Zubimendi), Fabián – Lamine Yamal (86. Ferran Torres), Álvaro Morata (67. Mikel Oyarzabal), Nico Williams (68. Mikel Merino) Cheftrainer: Luis de la Fuente | Dominik Livaković – Josip Stanišić, Josip Šutalo, Marin Pongračić, Joško Gvardiol – Luka Modrić (65. Luka Sučić), Marcelo Brozović, Mateo Kovačić (65. Mario Pašalić) – Lovro Majer, Ante Budimir (56. Ivan Perišić), Andrej Kramarić (72. Bruno Petković) Cheftrainer: Zlatko Dalić | Kroatien | Aufstellung Spanien gegen Kroatien |
| Spanien                                                      | 1:0 Morata (29.) 2:0 Fabián (32.) 3:0 Carvajal (45.+2') | | Kroatien | Aufstellung Spanien gegen Kroatien |
| Spanien                                                      | Rodri (78.) | | Kroatien | Aufstellung Spanien gegen Kroatien |
| Spanien                                                      | Simón hält Foulelfmeter von Petković (80.) | | Kroatien | Aufstellung Spanien gegen Kroatien |
| Spanien                                                      | Spieler des Spiels: Fabián (Spanien) | | Kroatien | Aufstellung Spanien gegen Kroatien |
| 1. Spieltag                                                  | | |          |                                    |
| 15. Juni 2024 um 18:00 Uhr (MESZ) in Berlin (Olympiastadion) | | |          |                                    |
| Zuschauer: 68.844                                            | | |          |                                    |
| Schiedsrichter: Michael Oliver ( England) 1                  | | |          |                                    |
| Spielbericht                                                 | | |          |                                    |

## Italien – Albanien 2:1 (2:1)
| Italien                                                              | Italien | Albanien | Albanien | Aufstellung                        |
| -------------------------------------------------------------------- | --- | --- | -------- | ---------------------------------- |
| Italien                                                              | \| 1. Spieltag \| \| 15. Juni 2024 um 21:00 Uhr (MESZ) in Dortmund (BVB Stadion Dortmund) \| \| Zuschauer: 60.512 \| \| Schiedsrichter: Felix Zwayer ( Deutschland) 2 \| \| Spielbericht \| | \| 1. Spieltag \| \| 15. Juni 2024 um 21:00 Uhr (MESZ) in Dortmund (BVB Stadion Dortmund) \| \| Zuschauer: 60.512 \| \| Schiedsrichter: Felix Zwayer ( Deutschland) 2 \| \| Spielbericht \|                                                                                        | Albanien | Aufstellung Italien gegen Albanien |
| Italien                                                              | Gianluigi Donnarumma – Giovanni Di Lorenzo, Alessandro Bastoni, Riccardo Calafiori, Federico Dimarco (83. Matteo Darmian) – Jorginho, Nicolò Barella (90.+2' Michael Folorunsho) – Davide Frattesi, Lorenzo Pellegrini (77. Bryan Cristante), Federico Chiesa (77. Andrea Cambiaso) – Gianluca Scamacca (83. Mateo Retegui) Cheftrainer: Luciano Spalletti | Thomas Strakosha – Elseid Hysaj, Berat Djimsiti , Arlind Ajeti, Mario Mitaj – Kristjan Asllani, Ylber Ramadani, Nedim Bajrami (87. Ernest Muçi) – Jasir Asani (68. Arbër Hoxha), Armando Broja (77. Rey Manaj), Taulant Seferi (68. Qazim Laçi) Cheftrainer: Sylvinho ( Brasilien) | Albanien | Aufstellung Italien gegen Albanien |
| Italien                                                              | 1:1 Bastoni (11.) 2:1 Barella (16.) | 0:1 Bajrami (1.) | Albanien | Aufstellung Italien gegen Albanien |
| Italien                                                              | Pellegrini (21.), Calafiori (51.) | Broja (51.), Hoxha (74.) | Albanien | Aufstellung Italien gegen Albanien |
| Italien                                                              | Spieler des Spiels: Federico Chiesa (Italien) | | Albanien | Aufstellung Italien gegen Albanien |
| 1. Spieltag                                                          | | |          |                                    |
| 15. Juni 2024 um 21:00 Uhr (MESZ) in Dortmund (BVB Stadion Dortmund) | | |          |                                    |
| Zuschauer: 60.512                                                    | | |          |                                    |
| Schiedsrichter: Felix Zwayer ( Deutschland) 2                        | | |          |                                    |
| Spielbericht                                                         | | |          |                                    |

## Kroatien – Albanien 2:2 (0:1)
| Kroatien                                                        | Kroatien | Albanien | Albanien | Aufstellung                         |
| --------------------------------------------------------------- | --- | --- | -------- | ----------------------------------- |
| Kroatien                                                        | \| 2. Spieltag \| \| 19. Juni 2024 um 15:00 Uhr (MESZ) in Hamburg (Volksparkstadion) \| \| Zuschauer: 46.784 \| \| Schiedsrichter: François Letexier ( Frankreich) 3 \| \| Spielbericht \| | \| 2. Spieltag \| \| 19. Juni 2024 um 15:00 Uhr (MESZ) in Hamburg (Volksparkstadion) \| \| Zuschauer: 46.784 \| \| Schiedsrichter: François Letexier ( Frankreich) 3 \| \| Spielbericht \|                                                                                          | Albanien | Aufstellung Kroatien gegen Albanien |
| Kroatien                                                        | Dominik Livaković – Josip Juranović, Josip Šutalo, Joško Gvardiol, Ivan Perišić (84. Borna Sosa) – Luka Modrić , Marcelo Brozović (46. Mario Pašalić), Mateo Kovačić – Lovro Majer (46. Luka Sučić), Bruno Petković (69. Ante Budimir), Andrej Kramarić (84. Martin Baturina) Cheftrainer: Zlatko Dalić | Thomas Strakosha – Elseid Hysaj, Berat Djimsiti , Arlind Ajeti, Mario Mitaj – Kristjan Asllani, Ylber Ramadani (85. Arbër Hoxha), Qazim Laçi (72. Klaus Gjasula) – Jasir Asani (64. Taulant Seferi), Rey Manaj (85. Mirlind Daku), Nedim Bajrami Cheftrainer: Sylvinho ( Brasilien) | Albanien | Aufstellung Kroatien gegen Albanien |
| Kroatien                                                        | 1:1 Kramarić (74.) 2:1 Gjasula (76., Eigentor) | 0:1 Laçi (11.) 2:2 Gjasula (90.+5') | Albanien | Aufstellung Kroatien gegen Albanien |
| Kroatien                                                        | Ivušić (87.) | Hysaj (77.), Daku (90.+3'), Gjasula (90.+7') | Albanien | Aufstellung Kroatien gegen Albanien |
| Kroatien                                                        | Spieler des Spiels: Andrej Kramarić (Kroatien) | | Albanien | Aufstellung Kroatien gegen Albanien |
| 2. Spieltag                                                     | | |          |                                     |
| 19. Juni 2024 um 15:00 Uhr (MESZ) in Hamburg (Volksparkstadion) | | |          |                                     |
| Zuschauer: 46.784                                               | | |          |                                     |
| Schiedsrichter: François Letexier ( Frankreich) 3               | | |          |                                     |
| Spielbericht                                                    | | |          |                                     |

## Spanien – Italien 1:0 (0:0)
| Spanien                                                                | Spanien | Italien | Italien | Aufstellung                       |
| ---------------------------------------------------------------------- | --- | --- | ------- | --------------------------------- |
| Spanien                                                                | \| 2. Spieltag \| \| 20. Juni 2024 um 21:00 Uhr (MESZ) in Gelsenkirchen (Arena auf Schalke) \| \| Zuschauer: 49.528 \| \| Schiedsrichter: Slavko Vinčić ( Slowenien) 4 \| \| Spielbericht \|                                                                                        | \| 2. Spieltag \| \| 20. Juni 2024 um 21:00 Uhr (MESZ) in Gelsenkirchen (Arena auf Schalke) \| \| Zuschauer: 49.528 \| \| Schiedsrichter: Slavko Vinčić ( Slowenien) 4 \| \| Spielbericht \| | Italien | Aufstellung Spanien gegen Italien |
| Spanien                                                                | Unai Simón – Dani Carvajal, Robin Le Normand, Aymeric Laporte, Marc Cucurella – Pedri (71. Álex Baena), Rodri, Fabián (90.+4' Mikel Merino) – Lamine Yamal (71. Ferran Torres), Álvaro Morata (78. Mikel Oyarzabal), Nico Williams (78. Ayoze Pérez) Cheftrainer: Luis de la Fuente | Gianluigi Donnarumma – Giovanni Di Lorenzo, Alessandro Bastoni, Riccardo Calafiori, Federico Dimarco – Nicolò Barella, Jorginho (46. Bryan Cristante) – Davide Frattesi (46. Andrea Cambiaso), Lorenzo Pellegrini (82. Giacomo Raspadori), Federico Chiesa (64. Mattia Zaccagni) – Gianluca Scamacca (64. Mateo Retegui) Cheftrainer: Luciano Spalletti | Italien | Aufstellung Spanien gegen Italien |
| Spanien                                                                | 1:0 Calafiori (55., Eigentor) | | Italien | Aufstellung Spanien gegen Italien |
| Spanien                                                                | Rodri (45.+1'), Le Normand (69.), Carvajal (90.+6') | Donnarumma (15.), Cristante (46.) | Italien | Aufstellung Spanien gegen Italien |
| Spanien                                                                | Spieler des Spiels: Nico Williams (Spanien) | | Italien | Aufstellung Spanien gegen Italien |
| 2. Spieltag                                                            | | |         |                                   |
| 20. Juni 2024 um 21:00 Uhr (MESZ) in Gelsenkirchen (Arena auf Schalke) | | |         |                                   |
| Zuschauer: 49.528                                                      | | |         |                                   |
| Schiedsrichter: Slavko Vinčić ( Slowenien) 4                           | | |         |                                   |
| Spielbericht                                                           | | |         |                                   |

Mit dem Sieg qualifizierte sich Spanien vorzeitig für das Achtelfinale, da die Mannschaft die Gruppe gewonnen hatte. Sie konnte in Punkten nicht mehr von Kroatien und Albanien eingeholt werden; Italien könnte noch auf Punktgleichstand kommen, wäre dann aber aufgrund des direkten Ergebnisses dieses Spiels immer noch hinter Spanien gereiht.

## Albanien – Spanien 0:1 (0:1)
| Albanien                                                           | Albanien | Spanien | Spanien | Aufstellung                        |
| ------------------------------------------------------------------ | --- | --- | ------- | ---------------------------------- |
| Albanien                                                           | \| 3. Spieltag \| \| 24. Juni 2024 um 21:00 Uhr (MESZ) in Düsseldorf (Düsseldorf Arena) \| \| Zuschauer: 46.586 \| \| Schiedsrichter: Glenn Nyberg ( Schweden) 5 \| \| Spielbericht \|                                                                                            | \| 3. Spieltag \| \| 24. Juni 2024 um 21:00 Uhr (MESZ) in Düsseldorf (Düsseldorf Arena) \| \| Zuschauer: 46.586 \| \| Schiedsrichter: Glenn Nyberg ( Schweden) 5 \| \| Spielbericht \| | Spanien | Aufstellung Albanien gegen Spanien |
| Albanien                                                           | Thomas Strakosha – Iván Balliu, Berat Djimsiti , Arlind Ajeti, Mario Mitaj – Ylber Ramadani, Kristjan Asllani – Jasir Asani (81. Ernest Muçi), Qazim Laçi (70. Medon Berisha), Nedim Bajrami (70. Arbër Hoxha) – Rey Manaj (59. Armando Broja) Cheftrainer: Sylvinho ( Brasilien) | David Raya – Jesús Navas , Dani Vivian, Aymeric Laporte (46. Robin Le Normand), Alejandro Grimaldo – Martín Zubimendi, Mikel Merino – Ferran Torres (72. Lamine Yamal), Dani Olmo (84. Álex Baena), Mikel Oyarzabal (62. Fermín López) – Joselu (72. Álvaro Morata) Cheftrainer: Luis de la Fuente | Spanien | Aufstellung Albanien gegen Spanien |
| Albanien                                                           | 0:1 Torres (13.) | | Spanien | Aufstellung Albanien gegen Spanien |
| Albanien                                                           | Bajrami (67.), Berisha (89.) | Vivian (90.) | Spanien | Aufstellung Albanien gegen Spanien |
| Albanien                                                           | Spieler des Spiels: Ferran Torres (Spanien) | | Spanien | Aufstellung Albanien gegen Spanien |
| 3. Spieltag                                                        | | |         |                                    |
| 24. Juni 2024 um 21:00 Uhr (MESZ) in Düsseldorf (Düsseldorf Arena) | | |         |                                    |
| Zuschauer: 46.586                                                  | | |         |                                    |
| Schiedsrichter: Glenn Nyberg ( Schweden) 5                         | | |         |                                    |
| Spielbericht                                                       | | |         |                                    |

## Kroatien – Italien 1:1 (0:0)
| Kroatien                                                       | Kroatien | Italien | Italien | Aufstellung                        |
| -------------------------------------------------------------- | --- | --- | ------- | ---------------------------------- |
| Kroatien                                                       | \| 3. Spieltag \| \| 24. Juni 2024 um 21:00 Uhr (MESZ) in Leipzig (Leipzig Stadion) \| \| Zuschauer: 38.322 \| \| Schiedsrichter: Danny Makkelie ( Niederlande) 6 \| \| Spielbericht \| | \| 3. Spieltag \| \| 24. Juni 2024 um 21:00 Uhr (MESZ) in Leipzig (Leipzig Stadion) \| \| Zuschauer: 38.322 \| \| Schiedsrichter: Danny Makkelie ( Niederlande) 6 \| \| Spielbericht \| | Italien | Aufstellung Kroatien gegen Italien |
| Kroatien                                                       | Dominik Livaković – Josip Stanišić, Josip Šutalo, Marin Pongračić, Joško Gvardiol – Luka Modrić (80. Lovro Majer), Marcelo Brozović, Mateo Kovačić (70. Luka Ivanušec) – Luka Sučić (70. Ivan Perišić), Andrej Kramarić (90. Josip Juranović), Mario Pašalić (46. Ante Budimir) Cheftrainer: Zlatko Dalić | Gianluigi Donnarumma – Giovanni Di Lorenzo, Alessandro Bastoni, Riccardo Calafiori, Matteo Darmian (81. Mattia Zaccagni) – Nicolò Barella, Jorginho (81. Nicolò Fagioli) – Giacomo Raspadori (75. Gianluca Scamacca), Lorenzo Pellegrini (46. Davide Frattesi), Federico Dimarco (57. Federico Chiesa) – Mateo Retegui Cheftrainer: Luciano Spalletti | Italien | Aufstellung Kroatien gegen Italien |
| Kroatien                                                       | 1:0 Modrić (55.) | 1:1 Zaccagni (90.+8') | Italien | Aufstellung Kroatien gegen Italien |
| Kroatien                                                       | Sučić (24.), Modrić (60.), Ivanušec (73.), Pongračić (78.), Stanišić (82.), Brozović (90.+1') | Calafiori (90.+3'), Fagioli (90.+6'), Trainer Spalletti (90.+10') | Italien | Aufstellung Kroatien gegen Italien |
| Kroatien                                                       | Donnarumma hält Handelfmeter von Modrić (54.) | | Italien | Aufstellung Kroatien gegen Italien |
| Kroatien                                                       | Spieler des Spiels: Luka Modrić (Kroatien) | | Italien | Aufstellung Kroatien gegen Italien |
| 3. Spieltag                                                    | | |         |                                    |
| 24. Juni 2024 um 21:00 Uhr (MESZ) in Leipzig (Leipzig Stadion) | | |         |                                    |
| Zuschauer: 38.322                                              | | |         |                                    |
| Schiedsrichter: Danny Makkelie ( Niederlande) 6                | | |         |                                    |
| Spielbericht                                                   | | |         |                                    |